# آب‌رونده‌ها
آب‌رونده‌ها (نام علمی: Mesovelia) نام یک سرده از تیره آب‌روندگان است.